# Neal Adams

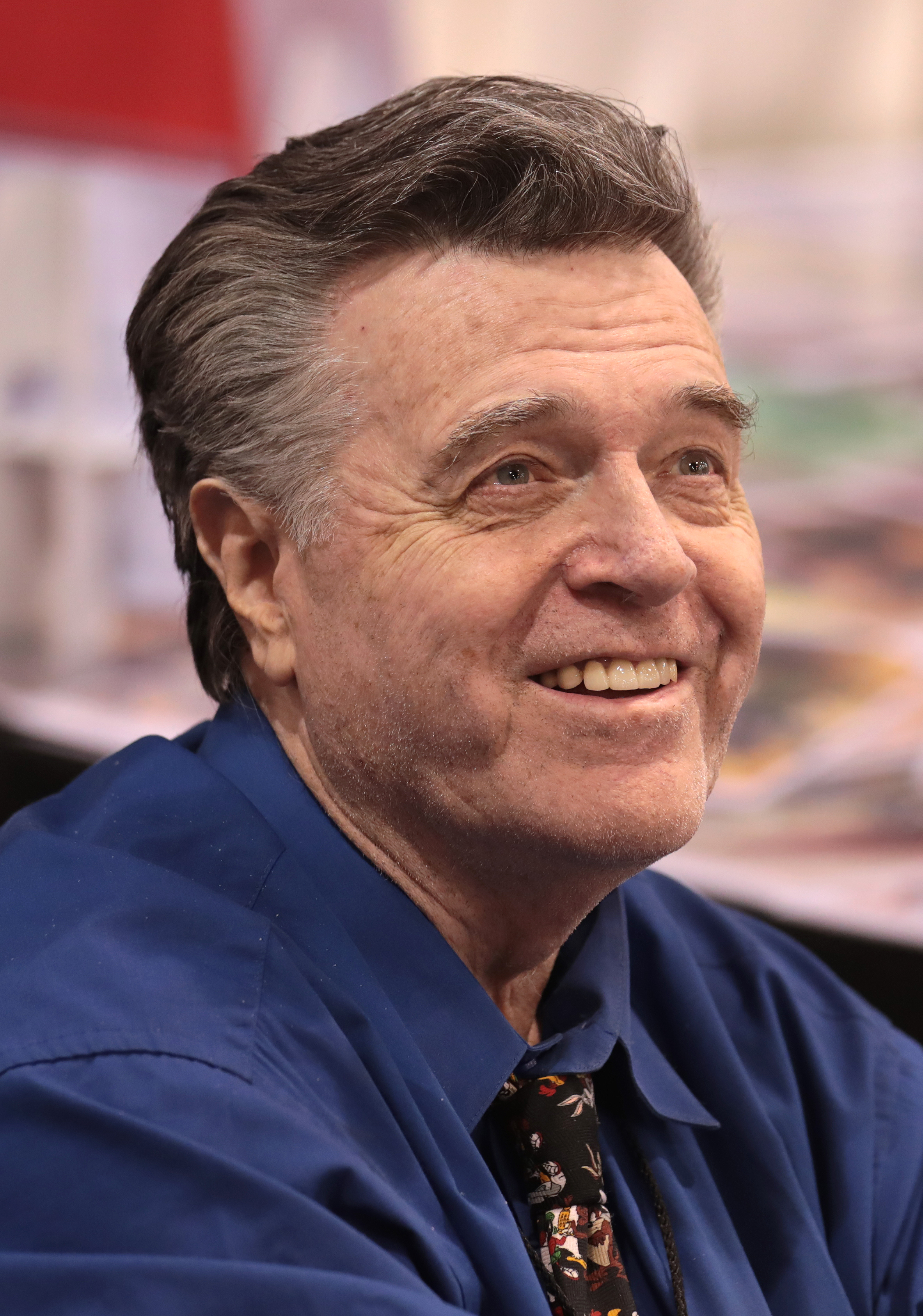
Neal Adams (2019)

Neal Adams (* 15. Juni 1941 auf Governors Island, Manhattan, New York City; † 28. April 2022 in New York City) war ein US-amerikanischer Zeichner und Graphiker. Adams war hauptsächlich als Gestalter kommerzieller Graphiken (Werbelogos u. ä.) und von Comics tätig. Er wurde besonders bekannt durch seine dynamische Strichführung und seine naturalistische Art, Figuren darzustellen.

## Leben und Wirken
Adams, dessen Zeichenstil durch Joe Kubert, Frank Frazetta, Russ Heath und Mort Drucker geprägt wurde, bewarb sich 1959 erstmals bei einem Verlag, dem US-amerikanischen Marktriesen DC Comics, als professioneller Comiczeichner. Nachdem sein Portfolio bei DC abgelehnt worden war, nahm er eine Stellung bei Archie Comics an, wo er an den Comics um die Figur des Bat Masterson zeichnete.
Von 1962 bis 1966 illustrierte er den regelmäßig erscheinenden Comicstrip zur Fernsehserie Ben Casey. In der Folge begann er, unter der Ägide von Archie Goodwin für Warren Publishing in schwarz-weiß gehaltene Horrorcomics zu zeichnen. Danach gelang es ihm schließlich im zweiten Anlauf, eine Stellung bei DC zu bekommen. Dort gelang ihm auf Anhieb ein großer Erfolg mit der Serie Deadman, die in der Reihe Strange Adventures veröffentlicht wurde, sodass er bald darauf zum führenden Titelblatt-Zeichner des Verlages aufstieg. Nach einem kurzen Zwischenspiel bei Marvel Comics, wo er im Gespann mit dem Autor Roy Thomas die kurz vor der Einstellung stehende Serie X-Men übernahm (Ausgaben #56–63, März bis Dezember 1969) und ihr zu neuer Popularität verhalf, wurde er bei DC mit der Betreuung einiger der wichtigsten Serien des Verlages betraut.
In den frühen 1970er Jahren arbeitete Adams häufig mit dem Autor Dennis O’Neil zusammen. Gemeinsam schufen sie überaus erfolgreiche und einflussreiche Comichefte, deren Wirkung auf das Genre bis heute festzustellen ist. Am bekanntesten ist wohl ihre gemeinsame „Neuerfindung“ des Comichelden Batman, den sie, nachdem er infolge der grellbunten Fernsehserie der 1960er Jahre zu einer heiteren Figur mutiert war, wieder zu seinen düsteren Wurzeln zurückführten. Sie gestalteten sowohl das Aussehen des Superhelden als auch das seiner Gegenspieler und seiner Umwelt deutlich düsterer, verlegten die in den 1960er Jahren vor allem tagsüber stattfindenden Abenteuer des „dunklen Ritters“ wieder in eine nächtliche Umgebung und gaben ihnen auch thematisch wieder eine deutlich ernstere Note. Als Inker von Adams Zeichnungen fungierte meist Dick Giordano. Ebenfalls mit O’Neil schuf Adams die preisgekrönte Reihe Hard Travelling Heroes, in der die Helden Green Lantern und Green Arrow sich auf eine Odyssee durch die Vereinigten Staaten begeben, um das „wahre Amerika“ zu finden, dabei aber vor allem auf Vorurteile, Kriminalität, Egoismus und Korruption treffen. Diese sozialkritischen Hefte thematisierten erstmals Probleme wie Drogenmissbrauch oder Rassismus innerhalb des Mediums Comic.
In den 1970ern versuchte Adams, eine Comiczeichner-Gewerkschaft ins Leben zu rufen. Er leistete einen bedeutenden Beitrag zu der heute üblichen Praxis, Originalzeichnungen nach der In-Druck-Gabe der auf diesen basierenden Heften wieder an die Künstler zurückzugeben. Dies ermöglicht es vielen – oft nur schlecht bezahlten – Künstlern, sich durch den Verkauf von Originalzeichnungen an Sammler etwas Geld dazuzuverdienen. Adams gehörte überdies der Gruppe jener Künstler an, die durch ihren massiven Protest Warner Brothers dazu bewogen, den durch Knebelverträge nahezu überhaupt nicht von ihrer Schöpfung profitierenden Superman-Erfindern Jerry Siegel und Joe Shuster eine bescheidene Entschädigung und Altersrente zu erstatten.

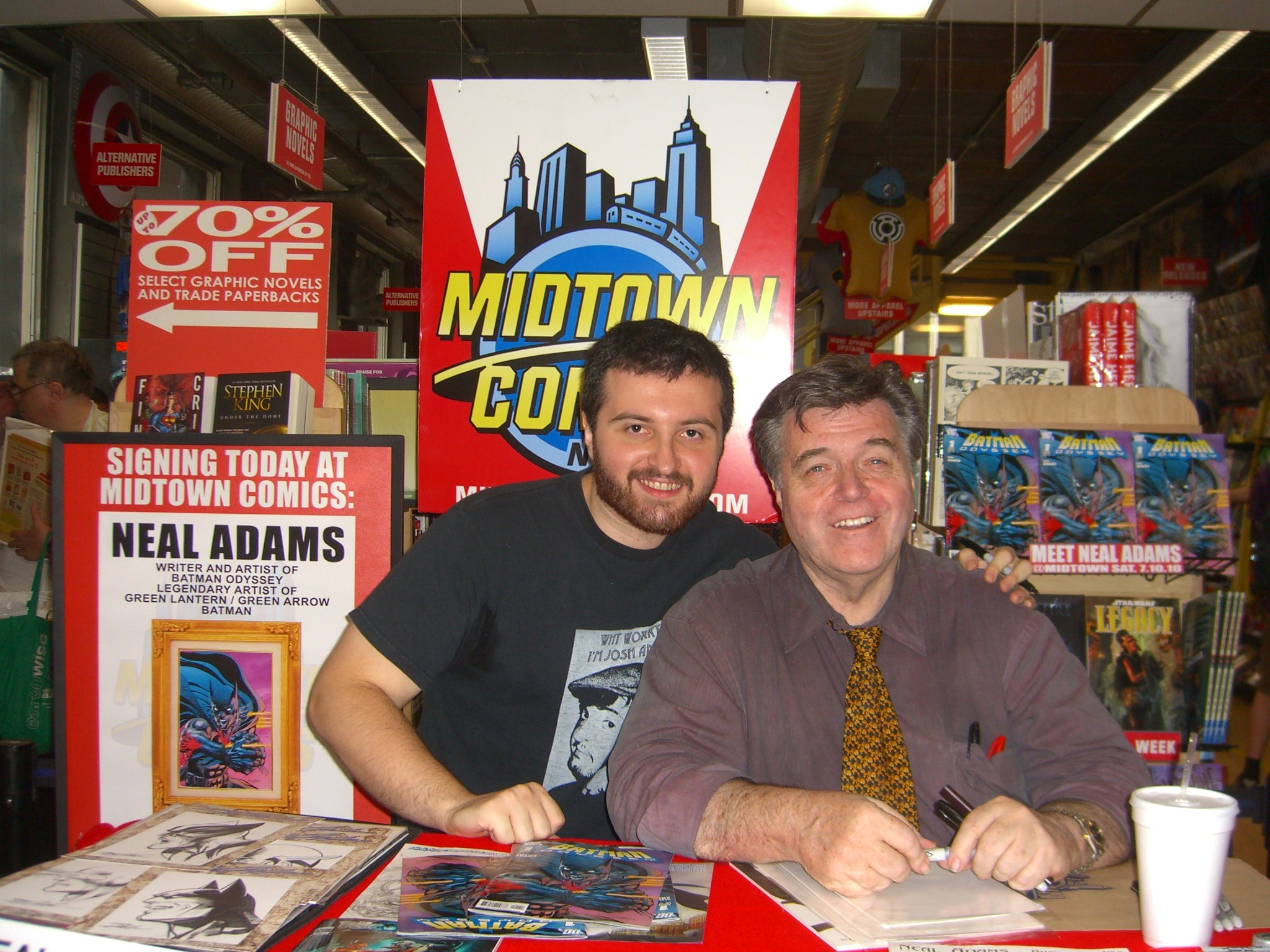
Neal Adams (rechts) mit seinem Sohn Josh bei einer Signierstunde in New York (2010)

Ab Mitte der 1980er Jahre gestaltete Adams nur noch selten das Innenleben von Comicheften, war aber nach wie vor ein gefragter Cover-Designer. Zusammen mit Harlan Ellison produzierte er den One-Shot The Twilight Zone (Oktober 1991).
Während der 1970er Jahre illustrierte Adams außerdem Tarzan-Romane und arbeitete in der Filmbranche. In den frühen 1980ern betätigte er sich bei dem Independent-Verlag Pacific Comics und ähnlichen ungebundenen, kleineren Häusern. Außerdem gründete er seinen eigenen kleinen Verlag Continuity Comics, in dem solche Reihen wie Bucky O’Hare, Skeleton Warriors, CyberRad und Ms. Mystic erschienen.
Adams starb im April 2022 im Alter von 80 Jahren.

## Auszeichnungen
Adams erhielt den Alley Award in der Kategorie Bestes Cover für Strange Adventures #207, 1968 für die beste Geschichte (Track of the Hook in Brave and the Bold #79) und 1969 als bester Zeichner. 1969 wurde er in die Alley Award Hall of Fame aufgenommen.
1970 wurde er mit dem Shazam Award für die beste Einzelgeschichte (No Evil Shall Escape My Sight in Green Lantern #76, zusammen mit Dennis O’Neil) und als bester Zeichner (Dramatic Division) geehrt, 1971 erneut für die beste Einzelgeschichte (Snowbirds Don’t Fly in Green Lantern #8, mit O’Neil). 1974 erhielt er den British Fantasy Award für Conan the Barbarian (gemeinsam mit Roy Thomas und John Buscema). 1999 wurde er in die Jack Kirby Hall of Fame aufgenommen.

## Werk

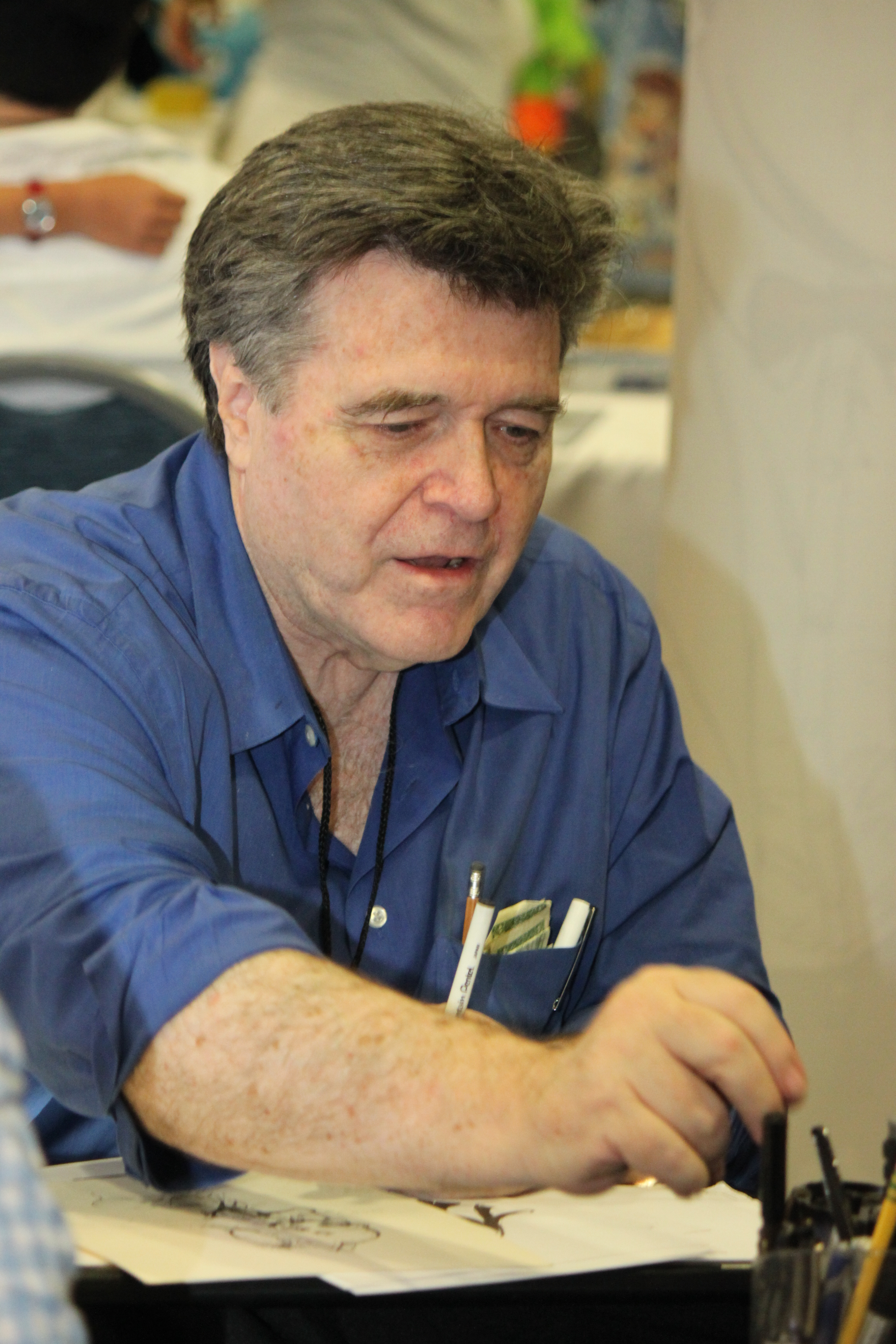
Neal Adams auf der Florida Supercon (2012)

### Comics

#### Hefte
National Periodical / DC
- Batman — #219 (Backup-Story), 232, 234, 237, 243, 244, 245, 251, 255
- The Brave and the Bold (Batman Team-Ups) — #79–86, 93, 100, 102
- Detective Comics (featuring Batman) — #369 (Elongated Man Backup-Story), #395, 397, 400, 402, 404, 407, 408, 410
- Green Lantern/Green Arrow — #76–87, 89
- House of Mystery (einzelne Geschichten) — #178, 179, 186
- The Spectre — Vol. 1, #2–5
- Strange Adventures (featuring Deadman) — #206–216
- Teen Titans — #21
- World’s Finest Comics (Batman-Superman team-ups) — #175–176
- Superman vs. Muhammad Ali

Marvel
- The Avengers — #93–96
- X-Men — #56–63, 65
- Thor - #180, 181

#### Cover
National Periodical / DC
- Action Comics (Superman) — #356, 358–359, 361–362, 364, 366–367, 370, 373, 375–379
- Adventure Comics (mit der Legion of Super-Heroes) — #365–369, 371–373
- All Star Superman — #1 (variant)
- Batman — #200, 203, 217–218, 220, 230, 240 (DC)
- The Brave and the Bold — #76
- Challengers of the Unknown — #67–68
- Detective Comics — #372, 285, 399, 403, 411–413 (DC)
- Green Lantern — #63
- Green Lantern Vol. 4 (2005) — #8 (variant)
- House of Mystery — #175–192
- Justice League of America — #66–67, 70, 74
- The Phantom Stranger — #3
- Showcase — #80 (first Phantom Stranger)
- Superboy — #143, 145–146, 148–153, 155, 157–159
- Superman — #204–208, 210, 213–215
- Superman’s Girl Friend, Lois Lane — #79, 81–82, 85–88, 90–91
- Superman’s Pal, Jimmy Olsen — #109–112, 115, 118
- World’s Finest Comics #174, 178

#### Bände
Hardcover collections
- Green Lantern/Green Arrow Collection — 2000 ISBN 1563896397
- Deadman Collection – 342 pages 2001 ISBN 1563898497
- Batman Illustrated by Neal Adams Vol. 1 — 240 pages 2003 ISBN 1401200419
- Batman Illustrated by Neal Adams Vol. 2 — 236 pages 2004 ISBN 1401202691
- Batman Illustrated by Neal Adams Vol. 3 — 280 pages 2006 ISBN 1401204074

Softcover collections
- X-Men visionaries : Neal Adams – 208 pages – 2000 ISBN 0785101985
- The Avengers : the Kree-Skrull War – 208 pages – 2000 ISBN 0785107452
- Green Lantern/Green Arrow Volume One – 176 pages – 2004 ISBN 1401202241
- Green Lantern/Green Arrow Volume Two – 200 pages – 2004 ISBN 1401202306